# Lemniscomys mittendorfi
Lemniscomys mittendorfi es una especie de roedor de la familia Muridae.

## Distribución geográfica
Se encuentra sólo en Camerún.

## Hábitat
Su hábitat natural son: las praderas subtropicales o tropicales de gran altitud.